# Syzygium minus
Syzygium minus är en myrtenväxtart som beskrevs av Albert Charles Smith. Syzygium minus ingår i släktet Syzygium och familjen myrtenväxter. IUCN kategoriserar arten globalt som starkt hotad. Inga underarter finns listade i Catalogue of Life.